# チキンム
チキンム（치킨무、朝鮮語で「鶏肉（チキン）の大根」）は、韓国風フライドチキンと一緒に出され、食べられる大根の漬物である。他のパンチャンと同様、韓国では無料（宅配でなくてもおかわり自由）で食べられているおかずである。

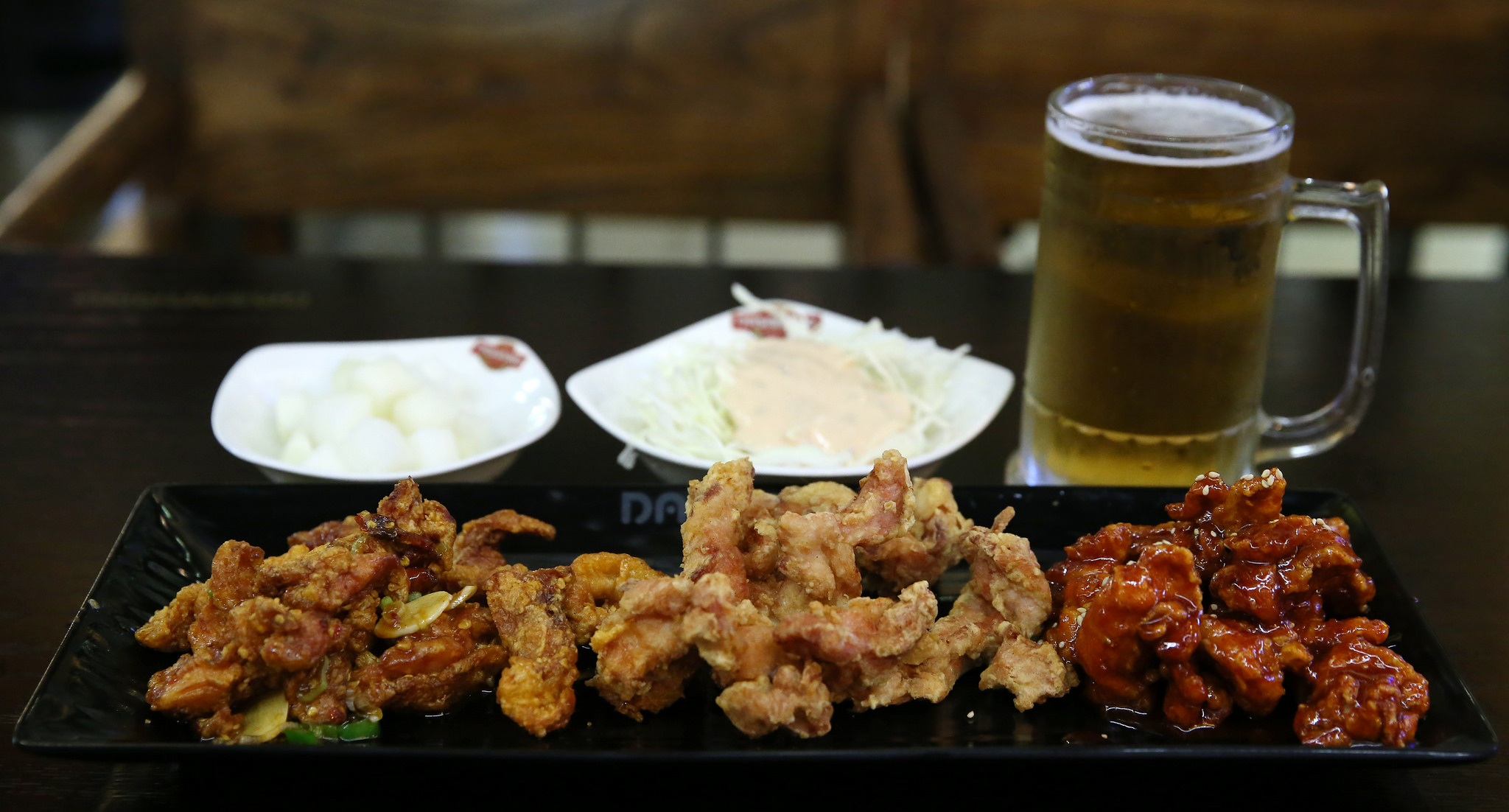
韓国式フライドチキン。左奥にはチキンムがある。